# Club Mariste Champville
Club Mariste Champville (em árabe: الشانفيل) é um clube profissional de basquetebol localizado em Dik El Mehdi, Líbano. Atualmente disputa a Liga Libanesa e manda seus jogos no Ginásio Escola Champville com capacidade para 6.500 espectadores.

## Temporada por Temporada
| Temporada | Nível | Liga | Pos. | Pós Temporada     | Competições Regionais | Competições Regionais | Competições Continentais | Competições Continentais |
| --------- | ----- | ---- | ---- | ----------------- | --------------------- | --------------------- | ------------------------ | ------------------------ |
| 2007-08   | 1     | LBL  | 5    |                   | -                     | -                     | -                        | -                        |
| 2008-09   | 1     | LBL  | 4    | Quartas de finais | -                     | -                     | -                        | -                        |
| 2009-10   | 1     | LBL  | 2    | Finalista         | -                     | -                     | -                        | -                        |
| 2010-11   | 1     | LBL  | 2    | Finalista         | Copa Árabe            | 6-2 semifinais        | -                        | -                        |
| 2011-12   | 1     | LBL  | 1    | Campeão           | Liga WABA             | 6-3 semifinais        | -                        | -                        |
| 2012-13   | 1     | LBL  | 4    | [ nota 1 ]        | Liga WABA             | 5-1 Campeão           | -                        | -                        |
| 2013–14   | 1     | LBL  | 8    | Quartas de finais | -                     | -                     | -                        | -                        |
| 2014-15   | 1     | LBL  | 4    | Semifinais        | -                     | -                     | -                        | -                        |
| 2015-16   | 1     | LBL  | 9    |                   | Liga WABA             | 2-2 semifinais        | -                        | -                        |
| 2016-17   | 1     | LBL  | 6    | Quartas de finais | -                     | -                     | -                        | -                        |
| 2017-18   | 1     | LBL  | 5    | Quartas de finais | -                     | -                     | -                        | -                        |
| 2018-19   | 1     | LBL  | 1    | Semifinais        | -                     | -                     | -                        | -                        |

### Títulos
Liga WABA
- Campeão (1):2013

Liga Libanesa
- Campeão (1):2011-12
- Finalista (2):2009-10, 2010-11